# Ganadería Occitania
La Ganadería Occitania est un élevage français de taureaux de combat fondé en 1990 par Simon Casas, associé à Christophe Lambert, et à  Pierre Meynadier. C'est le premier élevage français inscrit à l'« Unión de Criadores de Toros de Lidia  (UCTL)», une association espagnole qui fournit exclusivement le bétail des corridas formelles. 
Sa devise est bleu est blanc, ses origines sont issues des élevages Carlos Núñez  et Marqués de Domecq. La propriété est située au Mas d'Inthum, à Beaucaire 

## Présentation  et historique
Son ancienneté à Madrid remonte au 10 juillet 1955 alors qu'une partie du bétail appartenait à la ganadera madrilène María Dolores de Juana de Cervantes. En 1991, associé avec Enrique Patón et Roberto Espinosa, Casas achète à l'UCTL un fer qui appartenait à Carolina Díez Mahou depuis 1961 et qui était formé avec du bétail Santa Coloma acheté par María Dolores de Juana de Cervantes.
Simon Casas ne garde que le fer, conservant ainsi l'ancienneté à Madrid du 10 juillet 1955 mais il forme une ganadería entièrement neuve, avec un nombre important de vaches et de sementales d'origine  El Rincón, provenant de l'élevage de González Sánchez-Dalp auquel il rajoute du bétail de Núñez, puis du Marqués de Domecq, qui lui est vendu par Gonzalo Domecq.
Le cheptel est de pur encaste Parladé-Conde de la Corte. Casas a réuni l'ensemble du bétail dans une propriété située entre Nîmes et Arles : le Mas  d'Inthum sur le territoire de la commune de Beaucaire.

## Dates importantes
- Pour sa première corrida dans les arènes de Collioure, le 16 août 1997, cinq oreilles ont été accordées dont quatre à Richard Milian[2].
- La première novillada piquée a eu lieu le 27 mai 2001, dans les arènes du Tempéras à Alès
- En 2004, l'élevage participait à la corrida concours de Saint-Martin-de-Crau [3]